# Аврора (богиня)
Авро́ра (лат. Aurora) — (від лат. aura — «передсвітанковий вітерець», римська богиня світанку (в давніх греків Еос).
Дочка Гіперіона і Тейі, сестра Геліоса і Селени і дружина титана Астрея.
Богиня Аврора народила титану Астрею Зефіра, Борея і Нота, а також Гесперію та інші сузір'я. У римській міфології вона богиня ранкової зорі, що приносить денне світло богам і людям.
Зазвичай її зображували крилатою, часто на колісниці, запряженій крилатими або некрилатими кіньми, в червоно-жовтому вбранні, іноді з сонячним диском над головою, з німбом або вінцем променів навколо чола, або з смолоскипом у правій руці, іноді також з посудиною (роси) в руках.
В образному мовленні — синонім ранкової зірки, світання.